# کینزه‌کیه‌وو
کینزه‌کیه‌وو (انگلیسی: Kinzekeyevo) یک شهرک در شهرستان ایشیمبایسکی استان باشقیرستان کشور روسیه است.